# Bostrychoceras
Bostrychoceras è un genere di mollusco cefalopode estinto appartenente alle ammoniti. I suoi resti si ritrovano in tutto il mondo, in terreni del Cretaceo superiore (80-65 milioni di anni fa). Come molte altre ammoniti cretacee, presentava una conchiglia svolta.

## Descrizione
La conchiglia di questa ammonite era simile a quella di una spirale svolta, con le spire che avevano assunto un avvolgimento elicoidale, in contrasto con quello della maggior parte delle ammoniti (svolgimento planospirale). L'aspetto esterno della conchiglia assomigliava perciò a quello di un gasteropode, ma la linea di sutura è caratteristica delle ammoniti e permette quindi di distinguere i fossili di bostricocerato da quelli dei gasteropodi coevi.
L'avvolgimento delle spire era debole, tanto che queste erano distanziate tra di loro da un piccolo spazio; l'ornamentazione era semplice e costituita da coste sottili, strettamente ravvicinate fra loro. Nei pressi della camera di abitazione la conchiglia era ornata da tubercoli. La camera d'abitazione era a forma di U, con l'apertura diretta in avanti, in modo tale che i tentacoli sporgenti non fossero in direzione del fondale marino. L'altezza media di una conchiglia completa di un esemplare adulto era di 15 centimetri.

## Stile di vita
L'aspetto insolito di questo animale ha portato i paleontologi a ritenere che il bostricocerato fosse un animale planctonico; probabilmente galleggiava negli oceani nutrendosi di minuscoli organismi presenti nella colonna d'acqua. La diffusione notevole di questo animale si accorda totalmente con questa teoria, in quanto gli animali oceanici hanno di solito una distribuzione mondiale, come quella di Bostrychoceras.

## Fossili
Gran parte dei fossili di Bostrychoceras si rinvengono sotto forma di piccoli frammenti di conchiglia; tuttavia, nonostante i piccoli pezzi rotti di queste spire, la loro ornamentazione caratteristica ne permette l'identificazione. Fossili completi sono più rari ma decisamente spettacolari. Tra le specie più note, da ricordare Bostrychoceras otsukai. Questo genere non era il solo a presentare una conchiglia svolta a spirale; tra i generi simili il più noto è Turrilites.